# Château de Francavilla Fontana
Le château de Francavilla Fontana (italien : Castello di Francavilla Fontana ) est un château-palais qui se trouve à Francavilla Fontana dans la province de Brindisi (Pouilles) et dont l'origine remonte au XVe siècle.
À la suite des restructurations successives, son aspect actuel est celui d'un château-palais.

## Description
Le château de forme rectangulaire et flanqué de grandes tours est entouré par un large fossé. Entre les tours se trouve un vaste édifice baroque en arenaria qui comporte quatre arcades entourées de sculptures et des colonnades. 
Le château possède des fonts baptismaux du XIVe siècle attribués au sculpteur Ferdinando Sanfelice.

## Histoire
L'origine du château remonte 1450 grâce à Giovanni Antonio Orsini del Balzo, prince de Tarante qui a entrepris sa construction. À l'origine l'édifice se composait d'une tour carrée entourée d'un fossé et dotée d'un pont-levis.
Vers 1547 la forteresse est agrandie par le duc Giovanni Bernardino Bonifacio, qui a hérité de son père les domaines féodaux de Francavilla et de Oria. Le château fut alors fortifié d'après les nouvelles données architecturales de la Renaissance. 
En 1572 les princes Imperiali occupent Francavilla et entreprennent d'importants travaux. Entre 1720 et 1730, Michele Imperiali  décide de transformer le château en résidence.
Pendant la Seconde Guerre mondiale, le second étage du château servit de base avant leur envoi au front au 67e Reggimento fanteria Legnano, le 139e Reggimento  et la Legione CC.NN. Val Bradano.
Le château a été restauré au début du XXIe siècle.